# Hans Klinkhammer
Hans Klinkhammer (ur. 23 sierpnia 1953 w Mönchengladbach) – niemiecki piłkarz grający na pozycji obrońcy, trener. 

## Kariera piłkarska
Hans Klinkhammer karierę piłkarską rozpoczął w 1970 roku w juniorach Borussii Mönchengladbach, w której w 1972 roku przeszedł do profesjonalnej drużyny Źrebaków. Do klubu przybyli również: Henning Jensen, Szemu’el Rosenthal oraz Bernd Rupp z FC Köln, w który w latach 1964–1967 grał w klubie.
Z Źrebakach występował w latach 1972–1980 oraz odnosił największe sukcesy w karierze piłkarskiej: trzykrotnie z rzędu mistrzostwo Niemiec (1975–1977), dwukrotne wicemistrzostwo Niemiec (1974, 1978), Puchar Niemiec 1972/1973, dwukrotnie Puchar UEFA: 1975 – wygrana w finale rywalizacji w holenderskim Twente Enschede (0:0, 5:1), 1979 – wygrana w finale rywalizacji z jugosłowiańską Crveną zvezdą Belgrad (0:0, 1:0), dwukrotnie finał Pucharu UEFA (1973 – przegrana w finale rywalizacji z angielskim FC Liverpoolem (0:3, 2:0) – nie grał, 1980 – przegrana w finale rywalizacji z Eintrachtem Frankfurt (3:2, 0:1)), finał Pucharu Europy 1976/1977 – przegrana 3:1 w finale z FC Liverpoolem 25 maja 1977 roku na Stadio Olimpico w Rzymie, a także Orange Trophy 1977 oraz Kirin Cup 1978.
Z powodu zbyt silnej konkurencji w klubie, Klinkhammer w Bundeslidze zadebiutował dopiero 25 sierpnia 1973 roku w wygranym 2:4 meczu wyjazdowym z Wuppertaler SV, a łącznie w sezonie 1973/1974 rozegrał 18 meczów ligowych.
Następnie w latach 1980–1982 reprezentował barwy TSV 1860 Monachium, z którym najpierw w sezonie 1980/1981 spadł z Bundesligi, a w sezonie 1981/1982 po nieotrzymaniu licencji na dalsze występy w 2. Bundeslidze spadł do Bayernligi, po czym przeszedł Unionu Solingen, w którym po sezonie 1982/1983 zakończył piłkarską karierę.
Łącznie rozegrał 256 meczów, w których zdobył 9 goli (163 mecze/5 goli w Bundeslidze, 44 mecze/1 gol w 2. Bundeslidze, 14 meczów/1 gol w Pucharze Niemiec, 2 mecze w Pucharze Ligi Niemieckiej, 17 meczów/1 gola w Pucharze Europy, 13 meczów/1 gol w Pucharze UEFA, 3 mecze w Pucharze Zdobywców Pucharów).

## Kariera reprezentacyjna
Hans Klinkhammer w 1977 roku rozegrał 1 mecz w reprezentacji RFN B.

## Statystyki

### Reprezentacyjne
| Reprezentacja | Rok     | Mecze | Gole |
| ------------- | ------- | ----- | ---- |
| RFN B         | 1977    | 1     | 0    |
| Łącznie       | Łącznie | 1     | 0    |

## Sukcesy

### Zawodnicze
Borussia Mönchengladbach
- Mistrzostwo Niemiec: 1975, 1976, 1977
- Wicemistrzostwo Niemiec: 1974, 1978
- Puchar Niemiec: 1973
- Puchar UEFA: 1975, 1979
- Finał Pucharu UEFA: 1973, 1980
- Finał Pucharu Europy: 1977
- Orange Trophy: 1977
- Kirin Cup: 1978